# 東海大学航空宇宙科学博物館
東海大学航空宇宙科学博物館（とうかいだいがくこうくううちゅうかがくはくぶつかん、英語: Aerospace Science Museum Tokai University、略称：ASM）は、東海大学社会教育センターが社会教育活動の一環として開館していた施設の一つであった。1984年7月31日に閉館。

## 概要
1943年4月に航空科学専門学校を開校した現在の東海大学が、航空宇宙知識の普及、啓蒙に貢献する東海大学航空宇宙科学博物館として、静岡県清水市（現在の静岡市清水区）三保2700に1974年8月に開館し、1984年7月31日に閉館した日本で最初の本格的な航空博物館とも言われている東海大学の博物館である。
他方、1967年4月に東海大学工学部に航空宇宙学科（2006年4月、航空宇宙学専攻へ改組）を増設。2006年4月には航空宇宙学科に航空操縦学専攻を増設し、日本の大学としては初のパイロット養成コースを設置している。

## 展示機種
- UF-XS（現在は、岐阜かかみがはら航空宇宙博物館で展示）9911
- KAT-1[5][1]
- L-19A（陸上自衛隊使用モデル）11090
- H-19C（陸上自衛隊使用モデル）40004
- H-13H（陸上自衛隊使用モデル）30135
- SNB-5（海上自衛隊使用モデル）6434
- セスナ 140 JA3153
- DHC-2 JA3080
- T-33A 51-5623
- パイパーPA-12 JA3675
- ルノホート1号
- スプートニク1号
- ラムダロケット3H[6]